# Autoroute interocéanique

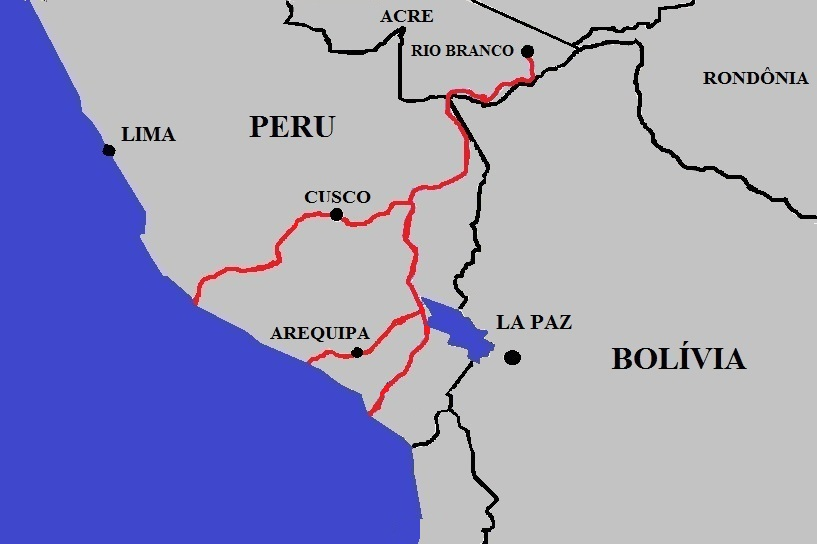
Autoroute interocéanique.

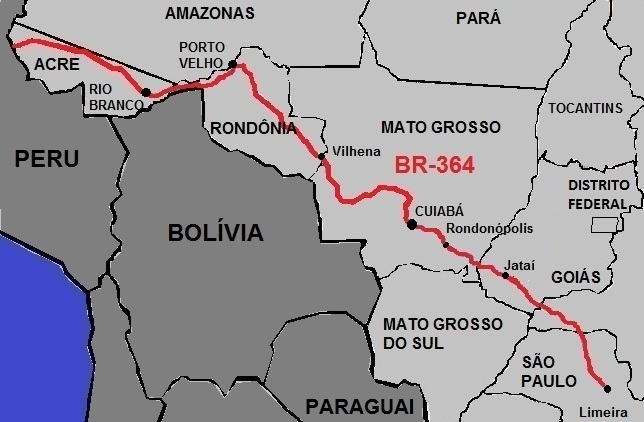
BR-364.

L'autoroute interocéanique ou autoroute transocéanique est une autoroute internationale transcontinentale au Pérou et au Brésil qui relie les deux pays. Elle a été achevée en 2011 et s'étend d'est en ouest sur 2 600 kilomètres (1 615,57 mi).
Cela impliquait la rénovation et la construction d’environ 2 600 kilomètres de routes et de 22 ponts. Achevé en 2011, le projet est né d'un accord de 2004 entre Alejandro Toledo et Luiz Inácio Lula da Silva, alors présidents des deux pays.

## Construction
Au Pérou, le projet est connu par le MTC (Ministère des Transports et des Communications, Ministerio de Transportes y Comunicaciones) sous le nom de Corredor Vial Interoceánico Sur Perú-Brasil et par ProInversion (Agence de promotion des investissements privés - Pérou) sous le nom d'Initiative pour l'intégration de l'infrastructure régionale de Amérique du Sud (Iniciativa para la Integración de la Infraestructura Regional Suramericana) (IIRSA), axe SUR. Le projet fait partie d'un plan national d'investissement routier qui prévoit la construction de trois autoroutes longitudinales et de 20 autoroutes transversales. Des parties de ces autoroutes transversales font partie de l'IIRSA SUR.
Le projet reliant désormais trois ports péruviens au Brésil, la route comporte plusieurs embranchements (carte). En outre, la construction des différentes branches a été divisée en un certain nombre de tronçons ou sections, dont chacun a été construit dans le cadre d'une concession distincte. Cinq concessions ont été construites en deux blocs :
- bloc de concessions attribué en 2005[5] : 
  - 2 : Urcos (près de C) - Inambari, district d'Inambari (dans le bassin amazonien, près de Puerto Maldonado) ; 300 km de routes auparavant non asphaltées
  - 3 : Inambari - Iñapari, district d'Iñapari (à la frontière brésilienne, en face de la ville brésilienne d'Assis Brasil) ; 403 km de routes auparavant non asphaltées
  - 4 : Azangaro - Inambari ; 306 km de routes auparavant non asphaltées
- bloc de concessions attribué en 2007[6] : 
  - 1 : San Juan de Marcona (Océan Pacifique) - Nazca - Abancay - Cusco – Urcos ; 763 km de routes précédemment asphaltées
  - 5 : branche 1 Matarani (océan Pacifique) - Arequipa - Juliaca (près du lac Titicaca) - Azangaro ; et branche 2 Ilo (Océan Pacifique) - Moquegua - Humajalso - Puente Gallatini - Puno - Juliaca ; 752 km de routes précédemment asphaltées et 62 km de routes auparavant non asphaltées

En juin 2005, les deuxième, troisième et quatrième tronçons ont été loués pour 25 ans à des consortiums spécialisés péruviens et brésiliens d'entreprises privées, dans lesquels ils seront responsables de l'entretien de l'autoroute, des ponts construits et à venir et des péages. La première et la dernière section ont été louées en 2007.
Le tronçon brésilien s'étend de la ville trifrontalière d'Assis Brasil jusqu'à l'intersection avec le principal réseau routier brésilien à Rio Branco, via la BR-317, en l'occurrence la route menant à l'Atlantique, étant la BR-364, reliant São Paulo à d'autres lieux.
Le coût total du projet est estimé à 1,3 milliard de dollars, mais certains analystes prédisent un coût plus élevé. Sur ce montant, environ 810 millions de dollars sont destinés aux tronçons 2 à 4, 199 millions de dollars aux tronçons 1 et 5 et le reste aux ponts, aux connexions urbaines et aux frais généraux.
Le projet a employé environ 6 000 personnes pendant la construction. Il a été inauguré par le président péruvien Garcia en août 2011 et est désormais officiellement terminé et opérationnel.

## Itinéraire
Depuis la côte péruvienne de l'océan Pacifique, il continue à travers les Andes et à travers une grande partie de la forêt amazonienne dans le département péruvien de Madre de Dios. Après avoir traversé les villes d'importance régionale de Cuzco, Cobija et Rio Branco, il se dirige ensuite vers le nord-ouest du Brésil où il se connecte à un réseau d'autoroutes existantes vers l'Atlantique. il crée une autoroute connectée des ports péruviens de San Juan de Marcona à la ville brésilienne de Rio Branco, sa ZPE (Zone Spéciale d'Exportation) et le reste du pays.

## Traversées des bassins versants andins
Deux branches de l’autoroute interocéanique traversent le principal bassin versant andin. L'embranchement Urcos - Inambari traverse le bassin versant à peu près ici, vers 7 km (en ligne droite) au nord-est d'Urcos (la distance routière est beaucoup plus longue). L'embranchement Azangaro - Inambari traverse le bassin versant approximativement ici, vers 85 km au nord d'Azangaro.

## Résultats pratiques

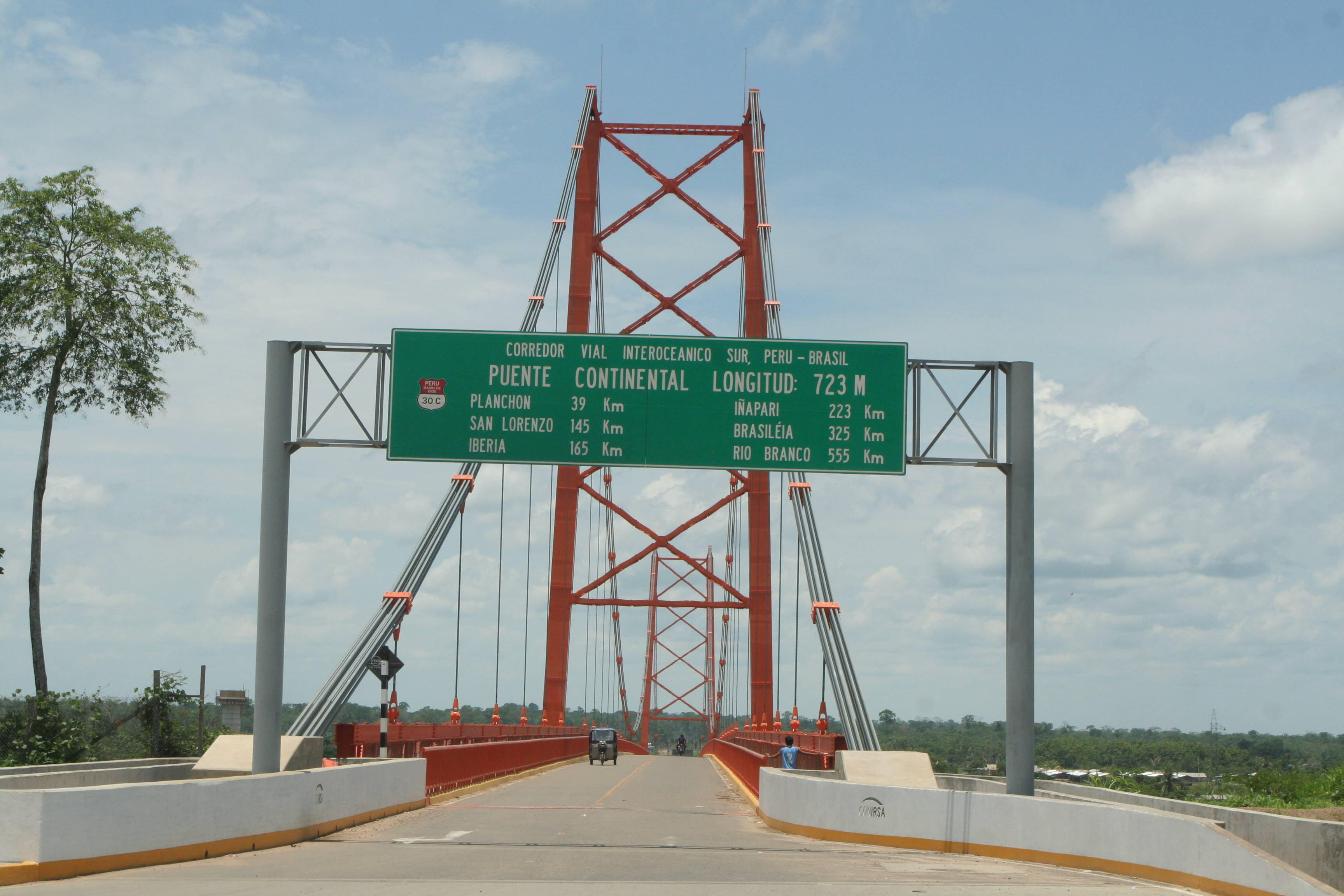
Un pont au Pérou sur la rivière Madre de Dios sur l'autoroute interocéanique, reliant l'océan Pacifique au nord-ouest du Brésil.

En 2017, il a été constaté que l’autoroute n’était pratiquement pas utilisée à des fins commerciales. La circulation moyenne n'était que de sept véhicules utilitaires par heure, une moyenne extrêmement faible. Selon les autorités péruviennes, pratiquement aucun produit brésilien n'était acheminé vers les ports péruviens.
En 2020, les chiffres officiels ont montré que sur les 246 millions de dollars américains exportés ou importés par Acre entre 2009 et 2019, un peu plus de 18 % ont été réalisés par la route (environ 44,6 millions de dollars américains représentaient la valeur des marchandises transportées par autoroute).
Cela était dû en grande partie au fait qu'Acre n'avait aucune liaison routière directe avec le reste du Brésil. Bien que la BR-364 existe, il n'y avait pas de pont routier sur la rivière Madère, entre les villes de Rio Branco et Porto Velho, Rondônia ; le passage des véhicules était effectué par des ferries, de faible capacité et coûteux. Cependant, le pont Abunã a été construit et achevé en 2021 ; ainsi, Acre est sortie de l’isolement routier et se développera dans les années à venir,.

## Autres projets de transport transandin
Il y a une intention de construire une autre route entre Paita et Yurimaguas, tous deux au Pérou.